# Vital Albin
Vital Albin (31 de julio de 1998) es un deportista suizo que compite en ciclismo de montaña en la disciplina de campo a través.
Ganó una medalla de bronce en el Campeonato Mundial de Ciclismo de Montaña de 2016 y dos medallas en el Campeonato Europeo de Ciclismo de Montaña, oro en 2016 y plata en 2021.

## Medallero internacional
| Campeonato Mundial | Campeonato Mundial           | Campeonato Mundial | Campeonato Mundial         |
| Año                | Lugar                        | Medalla            | Competición                |
| ------------------ | ---------------------------- | ------------------ | -------------------------- |
| 2016               | Nové Město (República Checa) | Medalla de bronce  | Campo a través por relevos |
| Campeonato Europeo |                              |                    |                            |
| Año                | Lugar                        | Medalla            | Competición                |
| 2016               | Huskvarna (Suecia)           | Medalla de oro     | Campo a través             |
| 2021               | Novi Sad (Serbia)            | Medalla de plata   | Campo a través por relevos |